# 미사곡 다장조 (베토벤)
《미사곡 다장조, 작품 번호 86》은 루트비히 판 베토벤이 니콜라우스 에스테르하지 공의 위촉에 따라 [[1807]에 작곡한 미사곡으로, 독창(네 명에 의한), 합창, 관현악이라는 편성으로 쓰여졌다.

## 작곡 및 배경
베토벤은 대위법을 그 분야의 권위자였던 요한 게오르크 알브레히츠베르거 수하에서 배웠지만, 경력 후기에 이르기까지 종교 음악을 다루지 않았다. 1807년에 니콜라우스 에스텔하지 공으로부터 위촉을 받은 그는 수십 년에 걸쳐 카펠마이스터로서 에스테르하지 가문을 섬긴 하이든이 확립한 전통을 확대하게 된다. 하이든은 1795년에 잉글랜드에서 귀국한 이후 에스테르하지 공의 성명축일을 축하하기 위해 일가족을 위한 매년 한 곡의 미사곡을 작곡하고 있었지만, 1802년에 건강의 악화를 이유로 이 학습을 중단한다. 베토벤은 하이든이 길러온 전통을 충분히 이해하고 있었으며, 그로부터의 강한 영향을 받아 다장조의 미사곡을 작곡하기에 이른다. 베토벤은 에스테르하지 공에게 보내는 서한에서 다음과 같이 고백하고 있다: "폐하께서는 위대한 하이든이 연주했던 무수한 걸작을 수중에 두시고 익숙해지고 계신다고 하셔서, 전 몹시 떨면서 미사곡을 건네드릴 것이라는 취지를 말씀드립니다."

미국의 음악 학자 루이스 록우드는 이렇게 썼다: 
"에스테르하지 공의 위촉을 받자 베토벤은 하이든의 미사곡을 칭찬하면서 "독특한 걸작"이라고 불렀다. 이것은 진심이었다. 위촉주가 에스테르하지 공이라는 사실을 크게 넘어, "글로리아"의 스케치에서 짐작할 수 있듯, 의심의 여지 없이 그가 자작의 작곡 중에 하이든의 미사곡을 연구한 것은 분명한 것이다. 그 스케치에는 하이든의 《천지창조》 "글로리아"로부터의 두 개의 패시지가 쓰여져 있다. 《천지창조》는 하이든의 후기 네 편의 미사 중 한 곡으로, 베토벤에게 있어 출판보를 용이하게 입수할 수 있는 작품이었다."

## 공개
초연은 1807년 9월 13일에 빈에서도 멀지 않은 아이젠슈타트에 있는 에스테르하지 가문 대대의 저택에서 에스테르하지 공의 음악대에 의해 이루어졌다. 연주가 어느 건물에서 이루어졌는지는 알 수 없으나, 가능성이 높은 후보는 수많은 하이든의 작품이 초연된 베르크키르헤와 공이 주로 거주했던 에스테르하지 궁전의 교회 두 곳이다. 이때의 초연은 연습이 부족한 채로 행해졌다. 스톨츠퍼스는 "무대 연습이 만족스럽지은 상황이었다""라고 썼고, 더욱이 "합창대의 다섯 명의 알토 중 한 명 밖에 모습을 나타내지 않았다"라고 쓰고 있다.
베토벤은 1808년 12월 22일의 연주회에서 본 미사곡의 "글로리아"와 "상투스"를 지휘했다. 이 공연의 주안점은 《교향곡 5번》, 《교향곡 6번》, 《피아노 협주곡 4번》, 《합창 환상곡》의 공개 초연이었다.
악보의 초판은 1812년에 브라이트코프 운트 헤르텔 출판사를 통해 간행되었다

## 반응
작품의 의뢰자인 에스테르하지 공은 미사곡의 내용을 그리 탐탁하지 않게 여겼던 반면, 동시대의 비평가 E.T.A. 호프만은 "어린아이 같은 고요한 마음의 표현"이라며 높이 평가했고, 마이클 무어는 "솔직함과 감정적 내용"에 관하여 특필했다.

## 구성
작품은 다섯 개의 악장으로 구성된다.
1. 키리에 Kyrie
2. 글로리아 Gloria
3. 크레도 Credo
4. 상투스 Sanctus
5. 아뉴스 데이 Agnus Dei

총 연주 시간은 48분 정도 소요된다.